# Millis
Millis is een plaats in Norfolk County, Massachusetts, Verenigde Staten. In 2000 woonden er 7902 mensen.

## Bekende personen uit Millis
- Haskell Brooks Curry, een Amerikaans wiskundige en logicus werd geboren op 12 september 1900 te Millis.

## Scholen in Millis
- Millis High School - 245 Plain Street Millis, MA
- Dean College - 99 Main Street Franklin, MA
- Franklin High School - Oak Street Franklin, MA
- Tri County Reg Voc Tech - 147 Pond Street Franklin, MA
- Holliston High School - 370 Hollis Street Holliston, MA
- Medfield Senior High School - 24 Pound Street Medfield, MA
- Medway High School - 45 Holliston Street Medway, MA